# Expedició Reial

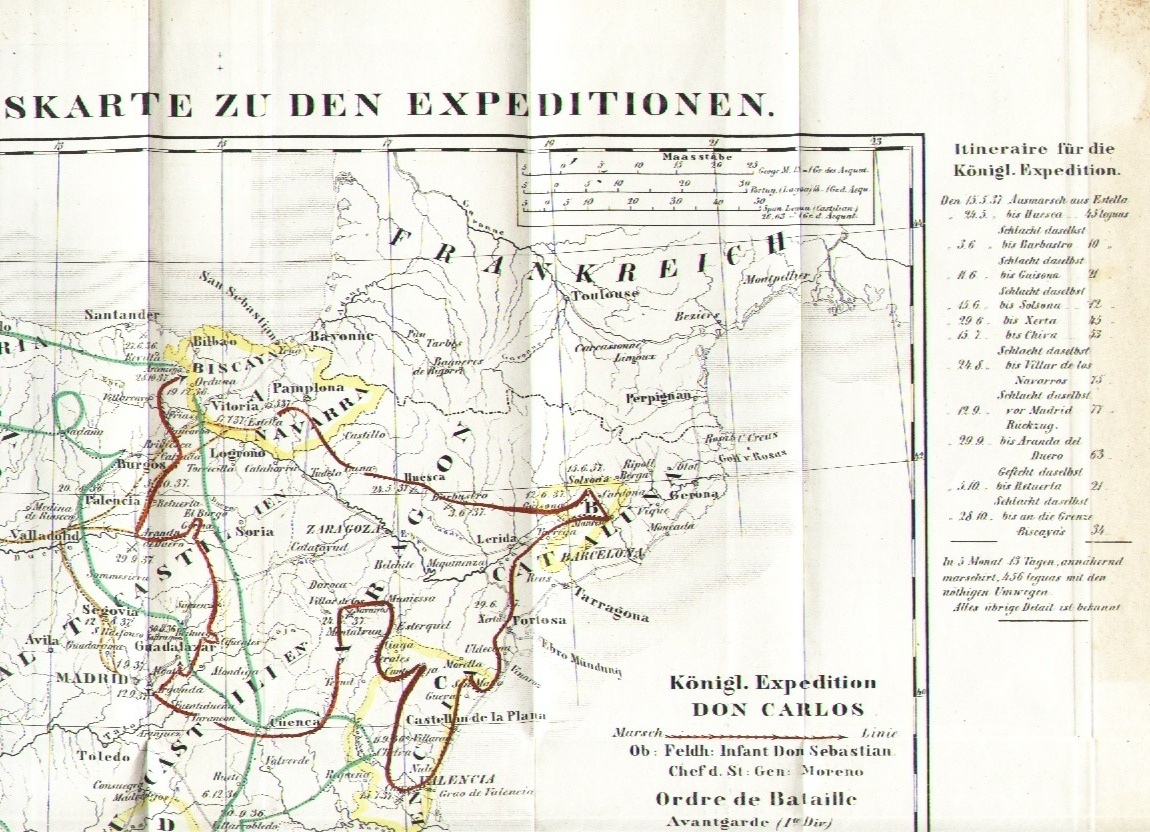
Mapa del recorregut de l'Expedició Reial, reportat per Wilhem Von-Rahden

Es coneix amb el nom d'Expedició Reial l'intent de Carles Maria Isidre de Borbó de prendre Madrid el 
1837 i destronar la seva neboda Isabel II, partint amb un exèrcit des del territori basco-navarrès dominat pels carlins, durant la Primera Guerra Carlina.

## Estratègia
Organitzada i dirigida per l'infant Sebastià, i pel general González Moreno, l'estratègia consistia a marxar per Aragó fins a passar a Catalunya, reforçar l'exèrcit amb les tropes carlines catalanes i creuar l'Ebre per reunir-se amb la força de Cabrera al Maestrat. Després d'això, l'exèrcit tindria força suficient per enfrontar-se a qualsevol dels exèrcits isabelins, tenint assegurat el camí per a apoderar-se de Madrid i asseure en el tron el Pretendent.

## Desenvolupament de l'Expedició

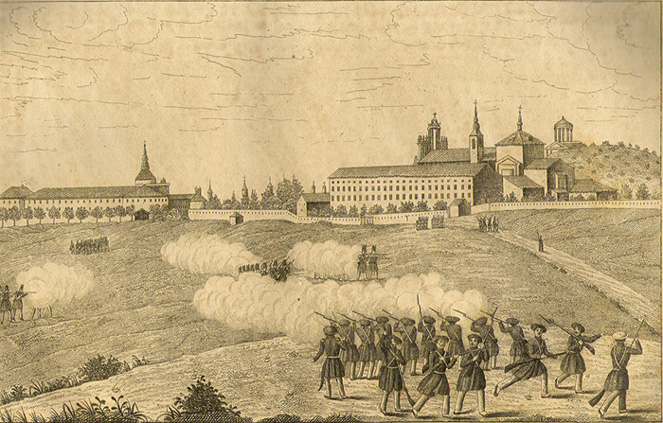
Gravat amb els carlins a les portes de Madrid durant l'Expedició Reial

Els 16 batallons d'infanteria i els 4 esquadrons de cavalleria sortiren d'Estella el 15 de maig en direcció a l'Alt Aragó, amb la intenció de passar seguidament a Catalunya. El 20 de maig van travessar el riu Aragó, arribant a Osca l'endemà, vencent les tropes liberals del general Miguel María Iribarren, que va morir poc després, i el 27 van arribar a Barbastre, on van vèncer les forces del general Oráa el 2 de juny, i aquest els encalçà de nou en la travessa del Cinca, en la que l'artilleria cristina els atacà amb duresa, i foren derrotats a la batalla de Gra.
Els informes que tenien de les tropes existents a Catalunya eren poc acurats, ja que en aquell moment només hi havia partides aïllades i poc disciplinades que no van poder aportar gaires tropes ni de gaire qualitat a l'Expedició. La tropa avançà, trista i desanimada per les terres de ponent del Principat fins a entrar el 14 de juny a la recent recuperada ciutat de Solsona.
Arribats a la riba esquerra de l'Ebre després d'arribar a Garcia i passar pels masos de Móra i ocupar Ginestar, les forces van arribar al punt triat per travessar el riu: la població de Xerta. Cabrera va haver de netejar abans la riba dreta derrotant Emilio Borso di Carminati a la batalla de Xerta perquè l'Expedició Reial pogués travessar el riu el migdia del 29 de juny del 1837, afegint les tropes de Cabrera i totalitzant així 22.000 homes i atacant Castelló, i marxant per l'Horta de València per ser derrotats a la batalla de Xiva, però després obtenint una brillant victòria sobre un exèrcit isabelí a Villar de los Navarros, l'expedició va seguir sense trobar grans obstacles fins a les portes de Madrid el 12 de setembre.
Els carlins no van realitzar cap intent d'ocupar la capital, que restava indefensa i la indecisió de Carles V, que esperava el compliment del pacte secret fet amb la reina Maria Cristina de reconèixer-lo com a rei, provocà la inacció durant més de 2 dies, cosa que va desesperar Cabrera i va impedir l'assalt, i probablement la victòria i la fi de la guerra. L'arribada dels reforços del general Espartero, que va entrar a Madrid el dia 13 i va perseguir els carlins, que es van retirar cap al nord, derrotant-los a la batalla d'Aranzueque, va provocar el retorn de l'expedició a Navarra i el de Cabrera al Maestrat.

## Conseqüències
El fracàs de l'expedició reial va comportar la represa de la iniciativa militar pel mateix pretendent Carles i una purga de tots els líders anteriors, entre ells l'infant Sebastià, Simón de la Torre i Bruno Villarreal. Carles va nomenar cap de l'Estat Major Rafael Maroto, qui va optar per una estratègia conservadora al front del nord. Mentrestant, la guerra a l'Aragó i València va arribar a la màxima intensitat per l'empenta de Ramon Cabrera, que en saber-se aïllat va intentar infructuosament connectar-se amb Navarra intentant prendre Terol i Saragossa, i consolidant les seves conquestes amb la presa de Morella el 26 de gener de 1838, que va passar a ser la capital del seu domini al Maestrat.